# Ernest Victor Siracusa
Ernest Victor Siracusa (* 30. November 1918 in Coalinga, Kalifornien; † 26. April 2000 in Austin, Texas) war ein Botschafter der Vereinigten Staaten.

## Leben
Von 1936 bis 1938 besuchte Ernest Siracusa das Fullerton Junior College. Von 1938 bis 1940 studierte er an der Stanford University und schloss mit dem Bachelor ab. Am 20. März 1941 trat er in den auswärtigen Dienst und wurde am 16. Juli 1941 Vizekonsul in Mexiko-Stadt, wo er am 1. November 1941 zum Gesandtschaftssekretär 3. Klasse befördert wurde. Am 25. März 1943 wurde er Vizekonsul in La Ceiba.
Vom 3. Juni 1945 bis 15. März 1946 wurde er bei der United States Navy beschäftigt. Am 19. Juni 1946 wurde er Vizekonsul in Guatemala. Im September 1949 wurde er zum Studium an das Massachusetts Institute of Technology abgeordnet. Von 1952 bis 1956 wurde er in Buenos Aires als politischer Beamter bei den Bestattungsfeierlichkeiten von Eva Perón beschäftigt. Er begleitete Milton S. Eisenhowers Mission in Lateinamerika. Er berichtete über die Exkommunizierung von Juan Perón und einen Beschuss der US-Botschaft in Buenos Aires. Am 2. März 1959, zur zweiten Amtszeit von Hernán Siles Zuazo, zitierte das Time-Magazine, dass Bolivien und die Kopfschmerzen, die es verursacht, am besten unter den Nachbarstaaten aufgeteilt würde. Über die entsprechenden Proteste in La Paz konnte Time in der Ausgabe 14 Tage später berichten.
Von 1960 bis 1962 wurde er in Rom beschäftigt. Er beriet über die Lagerung von Waffen und berichtete darüber, dass solche gegen ihn eingesetzt werden sollten. Von 1961 bis 1962 beriet er Adlai Ewing Stevenson zum Thema Lateinamerika. Von 1963 bis 1969 war er in Lima beschäftigt. Am 10. November 1969 wurde er zum Botschafter in La Paz ernannt, wo er vom 5. Dezember 1969 bis 30. Juli 1973 akkreditiert war. Am 16. Juli 1973 wurde er zum Botschafter in Montevideo ernannt, wo er vom 25. September 1973 bis 22. April 1977 akkreditiert war.
Im August 1976 weigerte sich Siracusa, eine Demarche gegen Pläne, Subversive, Politiker und Prominente zu ermorden, an die Machthaber in Montevideo zu übermitteln, und bat um Weisung. Am 30. August 1976 verfasste der Assistant Secretary of State
Harry W. Shlaudeman eine Denkschrift zur Operation Condor und schlug vor, mit Außenminister Juan Carlos Blanco Estradé und General Julio César Vadora (1974–1978) zu verhandeln. In einem Telegramm aus Lusaka vom 16. September 1976 wies Henry Kissinger Shlaudeman an, die entsprechenden Bemühungen nicht weiter zu verfolgen.